# Bernard Gnecchi
Bernard Gnecchi, né le 3 août 1951 à Dijon, est un chef d'entreprises et ancien président du Dijon Football Côte-d'Or de 1998 à 2012.

## Biographie
Bernard Gnecchi s'installe dès son plus jeune âge à Mouy dans l'Oise. Il y reste jusqu'en 1974 et y fait notamment ses études au collège et au lycée avant de partir à Amiens pour ses études supérieures. Il joue également au football dans l'équipe de la ville à partir de l'âge de douze ans.
Après avoir joué au Dijon Football Club, il devient président du Dijon Football Côte-d'Or lors de la fondation du club en 1998. En CFA, la quatrième division, à son arrivée, il parvient à faire monter le club en Ligue 1 pour la saison 2011-2012. Après une saison, le club redescend en deuxième division et Gnecchi démissionne de son poste après quatorze ans de présidence.
Également homme d'affaires, il revend en juin 2014 l'Entreprise dijonnaise, créée par son grand-père, à deux hommes d'affaires français.
Il possède aujourd'hui des mandats de quatorze entreprises différentes.